# Gamlakarleby BK
Pour les articles homonymes, voir GBK.
Maillots
Dernière mise à jour : 8 février 2012.
Le Gamlakarleby Bollklubb  (GBK) est un club finlandais de football basé à Kokkola.

## Histoire
Le Gamlakarleby Bollklubb est fondé en 1924. Le club joue à cinq reprises en première division du Championnat de Finlande de football (1959, 1964, 1965, 1966 et 1976). Son meilleur classement dans l'élite est une quatrième place acquise en 1965.
Le GBK atteint les demi-finales de la Coupe nationale en 2007.

## Palmarès
- Championnat de Finlande de football D2
  - Champion : 1945 (groupe 2), 1958 (Nord), 1963 (Nord), 1975[3]

- Championnat de Finlande de football D3
  - Champion : 1994 (Nord), 2006 (C)[4]

- Viking Cup[5]
  - Finaliste : 1972 et 1973[6]